# Rascia
Rascia (en serbio: Raška, cirílico: Рашка) o Gran Principado de Serbia (Velikožupanska Srbija) fue el principal estado medieval serbio. Su condición era la de župa, nombre que recibía la región gobernada por un župan o príncipe. Unificó todas las tribus serbias en el estado medieval serbio más importante de los Balcanes. Con la llegada al poder de la dinastía Nemanjić, Rascia se acabó transformando en el Reino de Serbia, en el 1217.

## Historia
Constantino VII Porphyrogenitos en su obra De Administrando Imperio dice que Raška fue poblada por los serbios a principios del siglo VII. En la misma obra, también dice que los serbios vivían en Zahumlia (serbio: Zahumlje), Travunia (serbio: Trebinje), Doclea (serbio: Duklja), Rascia-Bosnia (serbio: Raška-Bosna), y Pagania (serbio: Paganija). El nombre proviene de la ciudad de Ras y la región fue el núcleo del Estado medieval serbio.
En Rascia gobernaba la Casa Vlastimirović, fundada por el knez Vlastimir de quien se decía que era el tataranieto del Arconte Desconocido, el jefe de las tribus serbias que trajo a los serbios a los Balcanes desde la Serbia Blanca, su patria primitiva. A partir del siglo VII, la historia de Rascia está muy estrechamente ligada a la historia de la Casa Vlastimirović serbia.
El Gran Principado de Serbia se formó hacia 1091 como un principado vasallo de Doclea, un estado serbio que surgió del primer principado de Serbia que estaba centrado en Raška hasta 960, cuando desapareció de las fuentes luego de las guerras búlgaro-bizantinas. Su fundador, Vukan, tomó el título de Gran Príncipe cuando su tío y señor Bodin terminó en una prisión bizantina después de décadas de revuelta. Mientras Doclea era atacada con guerras civiles, Raška continuó la lucha contra los bizantinos. Fue gobernada por la dinastía Vukanović, que logró poner la mayor parte del anterior estado serbio bajo su dominio, así como la expansión hacia el sur y el este. A través de lazos diplomáticos con Hungría, logró conservar su independencia pasada la mitad del siglo xii. Después de una guerra civil dinástica en 1166, Esteban Nemanja salió victorioso. El hijo de Nemanja, Esteban, fue coronado rey en 1217, mientras que su hijo menor Rastko (San Sava) fue consagrado como primer arzobispo de los serbios en 1219.

## Teorías sobre el nombre
El estado de Raška obtuvo su nombre del río Raška (en serbio: Reka Raška), en el sudoeste de la Serbia moderna. 
Se cree que la tribu sármata del Cáucaso, los Serboi, dieron nombre a los serbios eslavos, dejando sus huellas al lado del río Volga (en griego antiguo: Araxes), que también tuvo el nombre "Rashki". Este nombre aparece en todos los lugares donde son citados los serbios.